# 洪山口戏楼
洪山口戏楼，位于中国河北省唐山市小厂乡洪山口村，为唐山市遵化市的一个省级文物保护单位，类型为古建筑，公布时间为2001年2月7日。
洪山口戏楼的历史年代为明代。